# صهيب ويب
صهيب ويب (بالإنجليزية: Suhaib Webb) (ولد 29 يونيو 1972م) داعية أمريكي معروف في الأوساط الإسلامية الناطقة بالإنجليزية، اعتنق الإسلام عام 1992، وهو أيضا إمام في مسجد مدينة أكلاهوما.
درس في جامعة الأزهر بكلية الشريعة والقانون وتخرّج عام 2009.
وقد كان سابقًا إمامًا لمركز بوسطن الإسلامي الثقافي.

## السيرة الشخصية

### النشأة
ولد وليام ويب في عام 1972 في أوكلاهوما لعائلة مسيحية بما في ذلك الجد الذي كان يعمل خطيبًا. في سن الرابعة عشرة فقد الاهتمام بالدين، ومرّ بأزمة روحية. بدأ أيضًا الانضمام إلى مجموعة محلية وأصبح منسق موسيقى ومنتجًا محليًا لموسيقى الهيب هوب، وبدأ يسجل مع فنانين مختلفين.

### التعليم
بعد اعتناق الإسلام في عام 1992، ترك ويب حياته المهنية كدي جي ودرس في جامعة وسط أوكلاهوما حيث تخرج بدرجة البكالوريوس في التعليم. كما درس بشكل خاص على يد شيخ سنغالي، وتعلم ما يكفي من الإسلام واللغة العربية ليصبح قائدًا مجتمعيًا في أوكلاهوما سيتي، حيث تم تعيينه كإمام في الجمعية الإسلامية لمدينة أوكلاهوما الكبرى. بدأ بالتدريس في نفس الوقت في مدرسة الرحمة، مدرسة إسلامية من الروضة حتى الثانية عشرة في أوكلاهوما سيتي.

## المسيرة المهنية
ويب عضو نشط في الجمعية الإسلامية الأمريكية وقسم الشباب التابع لها وقد ظل كذلك على مدى السنوات العشر الماضية. خلال برنامج المنح الدراسية للجمعية الإسلامية الأمريكية، تم إرساله إلى مصر لإتقان اللغة العربية والتركيز على الدراسات الإسلامية. كثيرا ما يستضيف ويب محاضرات وينشر مقالات تقدم وجهات نظر إسلامية حول قضايا العصر الحديث مثل مشاركة المجتمع والصلة الاجتماعية.
بصرف النظر عن دراساته، كثيرا ما يحاضر في الولايات المتحدة وماليزيا، ويسجل سلسلة محاضرات عامة عن الإسلام والشؤون الإسلامية المعاصرة. بعد تخرجه من الأزهر، انتقل إلى سانتا كلارا في منطقة خليج سان فرانسيسكو حيث عمل مع مكتب المجتمع الأمريكي المسلم في منطقة الخليج ورابطة الجالية المسلمة. في 1 ديسمبر 2011 تم اختيار ويب كإمام لمركز بوسطن الإسلامي الثقافي (ISBCC)، أكبر مركز إسلامي في نيو إنجلاند.

## وجهات نظر
وفقًا لتقرير استراتيجي من حكومة المملكة المتحدة، يعتبر كبار المسؤولين الحكوميين في المملكة المتحدة، بما في ذلك ممثلين عن تسع من أكبر إدارات وايتهول، ويب زعيمًا معتدلًا بارزًا للمسلمين العاديين مثل حمزة يوسف وعمرو خالد، الذين يجب أن يستقبلوا المزيد الدعم في توفير القيادة للمسلمين في الغرب. تم اختيار ويب كواحد من بين الـ (500) مسلم الأكثر تأثيرًا في العالم من قبل المركز الملكي للدراسات الاستراتيجية الإسلامية في عام 2010. تم التصويت على موقع "SuhaibWebb.com" كأفضل «مدونة لهذا العام» من قبل جوائز الهلال النحاسي لعام 2009، وفاز بتغريداته بلقب «أفضل تويتر مسلم» لعام 2010.
في أبريل 2016 أعلن تنظيم الدولة الإسلامية (داعش) في مجلة دابق أن صهيب ويب مرتد.

## آراء وإنجازات
انضم ويب في رحلة للأئمة إلى معسكر أوشفيتز بيركينو في عام 2010، تبعه بيان عام لإدانة إنكار المحرقة ومعاداة السامية. ساعد في جمع 20,000 دولار للأرامل وأطفال رجال الإطفاء الذين قتلوا في أحداث 11 سبتمبر 2001. وهو جزء من الجهود الرامية إلى دحض النشطاء والمتطرفين الدينيين بشكل أكثر فاعلية، وهو مناصر للنشاط الإسلامي لتعزيز التغيير الاجتماعي. ويدافع عن الإسلام على الطريقة الأمريكية، وهو ما يدعي أنه صادق على القرآن والشريعة الإسلامية ولكنه يعكس عادات وثقافة البلاد. تحدث علنا ضد رجال الدين الراديكاليين الذين يسعون إلى الاعتداء على الشباب غير الآمن وهوياتهم الأمريكية، مشيرا إلى أنه «يجب علينا أن نرعاهم ونبحث عن أشخاص مثل العولقي الذين يحاولون تقويض تلك التجربة (الأمريكية) واستخدامها ضدهم.» بعد تفجير ماراثون بوسطن، أدان ويب تلك الأعمال باعتبارها راديكالية وانضم إلى رجال الدين بين الأديان للصلاة من أجل «ما زلنا نعيش في وئام ونكرم ونحتفل بأوجه الشبه والاختلاف بيننا والعمل معًا من أجل الصالح العام».

## خلافات
في عام 2007 كتب ويب مقالًا وصف المثلية الجنسية بأنه «ميل شرير» وأخبر مثليًا يعتنق الإسلام ليبحث عن «مشاكله». ويقول إنه أعاد التفكير في القضية منذ ذلك الحين، ويقول إنه على الرغم من أن المثلية الجنسية خاطئة فإن الدستور يضمن للجميع الحق في الزواج. قام ويب أيضًا بمشاركة أفراد من مجتمع الميم في موقعه على الويب، مشيرًا إلى أن الوقت قد حان لتغيير طريقة معالجة المجتمع لهذه المشكلة.
في 19 أبريل 2013 تم استبدال ويب كممثل للمجتمع المسلم في بوسطن في خدمة الأديان لتكريم ضحايا تفجير ماراثون بوسطن في كاتدرائية الصليب المقدس من قبل مكتب الحاكم ديفال باتريك لأسباب غير معلنة. لا يزال ويب حاضراً في المقاعد إلى جانب العديد من الأئمة البارزين. تم استبدال ويب بناصر ودادي مدير التوعية بالحقوق المدنية في المؤتمر الإسلامي الأمريكي ورئيس مجلس نيو إنجلاند بين الأديان.

## روابط خارجية
- الموقع الرسمي
- صهيب ويب محاضرات صوتية ومرئية من قناة الحلال
- موقع صهيب ويب